# Hartford (New York)

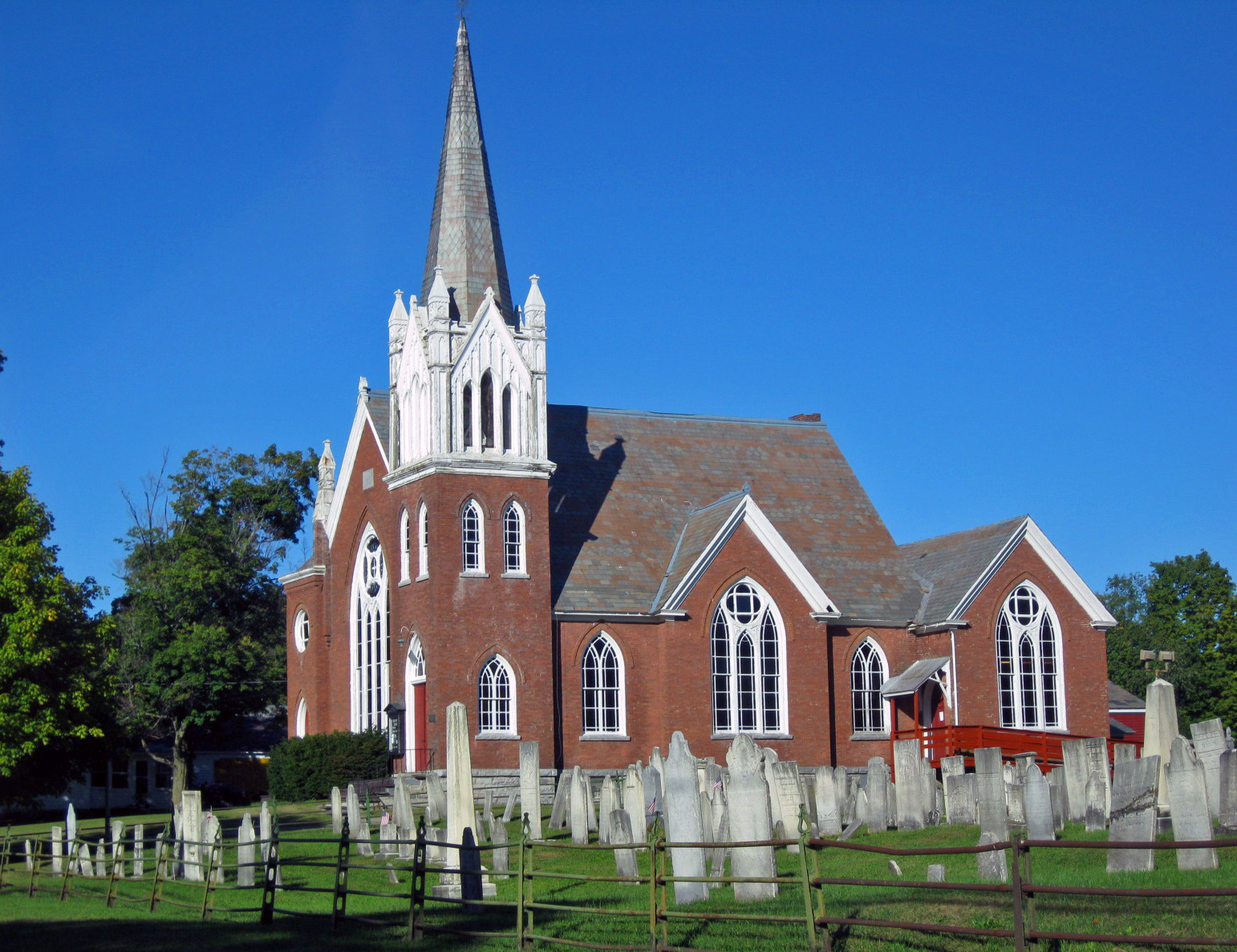
Hartford: Baptistenkirche und Friedhof

Hartford ist eine Town, die zentral im Washington County des Bundesstaates New York liegt. Sie gehört  zur Glens Falls Metropolitan Statistical Area. Das U.S. Census Bureau hat bei der Volkszählung 2020 eine Einwohnerzahl von 2.193 ermittelt.

## Geschichte
Das Provincial Patent von 1766 gewährte Offizieren, die im Franzosen- und Indianerkrieg gedient hatten, Land auf dem Gebiet der heutigen Towns Putnam, Fort Ann, dem zu Kingsbury gehörenden Teil von Dresden sowie Hartford. Dieses Gebiet gehörte seinerzeit zur Town of Westfield und daraus wurde 1793 die Town of Hartford herausgelöst. Viele der frühen Siedler kamen aus Neuengland in die Gegend.
Die heutige Hartford Baptist Church ist das vierte Kirchengebäude an dieser Stelle. Es wurde 2004 in das National Register of Historic Places aufgenommen. Auch im National Register eingetragen ist das Elisha Straight House, das während des Sezessionskrieges ein Rekrutierungsbüro für Soldaten der Union beherbergte.

## Geographie
Nach den Angaben des United States Census Bureaus hat die Town eine Gesamtfläche von 112,6 km², wovon 112,5 km² auf Landflächen und 0,1 km² (= 0,09 %) auf Gewässer entfallen. Der Big Creek ist ein kleines Gewässer und fließt an der westlichen Stadtgrenze aus Hartford heraus.
In der Ortschaft Hartford kreuzen sich New York State Route 40 und New York State Route 149, die Kreuzung mit der New York State Route 196 befindet sich in South Hartford.
In Hartford liegen die folgenden Ortschaften:
- Adamsville – ein Weiler an der NY-196 am westlichen Rand der Town of Hartford
- East Hartford – ein Weiler südlich des Weilers Hartford
- Hartford – ein Weiler an NY-40 und NY-149.
- South Hartford – ein Weiler südlich des Weilers Hartford an der NY-40

## Demographie
Zum Zeitpunkt des United States Census 2000 bewohnten Hartford 2279 Personen. Die Bevölkerungsdichte betrug 20,3 Personen pro km². Es gab 885 Wohneinheiten, durchschnittlich 7,9 pro km². Die Bevölkerung Hartfords bestand zu 97,76 % aus Weißen, 0,57 % Schwarzen oder African American, 0,48 % Native American, 0,04 % Asian, 0 % Pacific Islander, 0,04 % gaben an, anderen Rassen anzugehören und 1,10 % nannten zwei oder mehr Rassen. 0,79 % der Bevölkerung erklärten, Hispanos oder Latinos jeglicher Rasse zu sein.
Die Bewohner Hartfords verteilten sich auf 813 Haushalte, von denen in 39,2 % Kinder unter 18 Jahren lebten. 65,7 % der Haushalte stellten Verheiratete, 9,1 % hatten einen weiblichen Haushaltsvorstand ohne Ehemann und 21,3 % bildeten keine Familien. 16,2 % der Haushalte bestanden aus Einzelpersonen und in 6,3 % aller Haushalte lebte jemand im Alter von 65 Jahren oder mehr alleine. Die durchschnittliche Haushaltsgröße betrug 2,80 und die durchschnittliche Familiengröße 3,11 Personen.
Die Bevölkerung verteilte sich auf 28,7 % Minderjährige, 6,1 % 18–24-Jährige, 31,7 % 25–44-Jährige, 24,3 % 45–64-Jährige und 9,1 % im Alter von 65 Jahren oder mehr. Das Durchschnittsalter betrug 35 Jahre. Auf jeweils 100 Frauen entfielen 102,2 Männer. Bei den über 18-Jährigen entfielen auf 100 Frauen 97,8 Männer.
Das mittlere Haushaltseinkommen in Hartford betrug 43.684 US-Dollar und das mittlere Familieneinkommen erreichte die Höhe von 46.600 US-Dollar. Das Durchschnittseinkommen der Männer betrug 30.734 US-Dollar, gegenüber 19.906 US-Dollar bei den Frauen. Das Pro-Kopf-Einkommen belief sich auf 16.969 US-Dollar. 4,4 % der Bevölkerung und 3,5 % der Familien hatten ein Einkommen unterhalb der Armutsgrenze, davon waren 1,4 % der Minderjährigen und 10,1 % der Altersgruppe 65 Jahre und mehr betroffen.